# Karim Essediri
Karim Essediri (arab. كريم السديري; ur. 29 lipca 1979 w Meaux) – tunezyjski piłkarz występujący na pozycji pomocnika.